# Clinton (Oklahoma)
Clinton és una ciutat dels Estats Units a l'estat d'Oklahoma. Segons el cens del 2000 tenia 8.833 habitants.

## Demografia
Segons el cens del 2000, Clinton tenia 8.833 habitants, 3.331 habitatges, i 2.265 famílies. La densitat de població era de 381,9 habitants per km².
Dels 3.331 habitatges en un 32,6% hi vivien nens de menys de 18 anys, en un 51,7% hi vivien parelles casades, en un 11,7% dones solteres, i en un 32% no eren unitats familiars. En el 28,5% dels habitatges hi vivien persones soles el 14,1% de les quals corresponia a persones de 65 anys o més que vivien soles. El nombre mitjà de persones vivint en cada habitatge era de 2,55 i el nombre mitjà de persones que vivien en cada família era de 3,14.
Per edats la població es repartia de la següent manera: un 27,6% tenia menys de 18 anys, un 8,9% entre 18 i 24, un 25,7% entre 25 i 44, un 20,5% de 45 a 60 i un 17,4% 65 anys o més.
L'edat mediana era de 36 anys. Per cada 100 dones de 18 o més anys hi havia 88,3 homes.
La renda mediana per habitatge era de 27.051 $ i la renda mediana per família de 32.242 $. Els homes tenien una renda mediana de 24.588 $ mentre que les dones 18.596 $. La renda per capita de la població era de 14.606 $. Entorn del 14,6% de les famílies i el 18,9% de la població estaven per davall del llindar de pobresa.

## Poblacions més properes
El següent diagrama mostra les poblacions més properes.